# Frank Speck

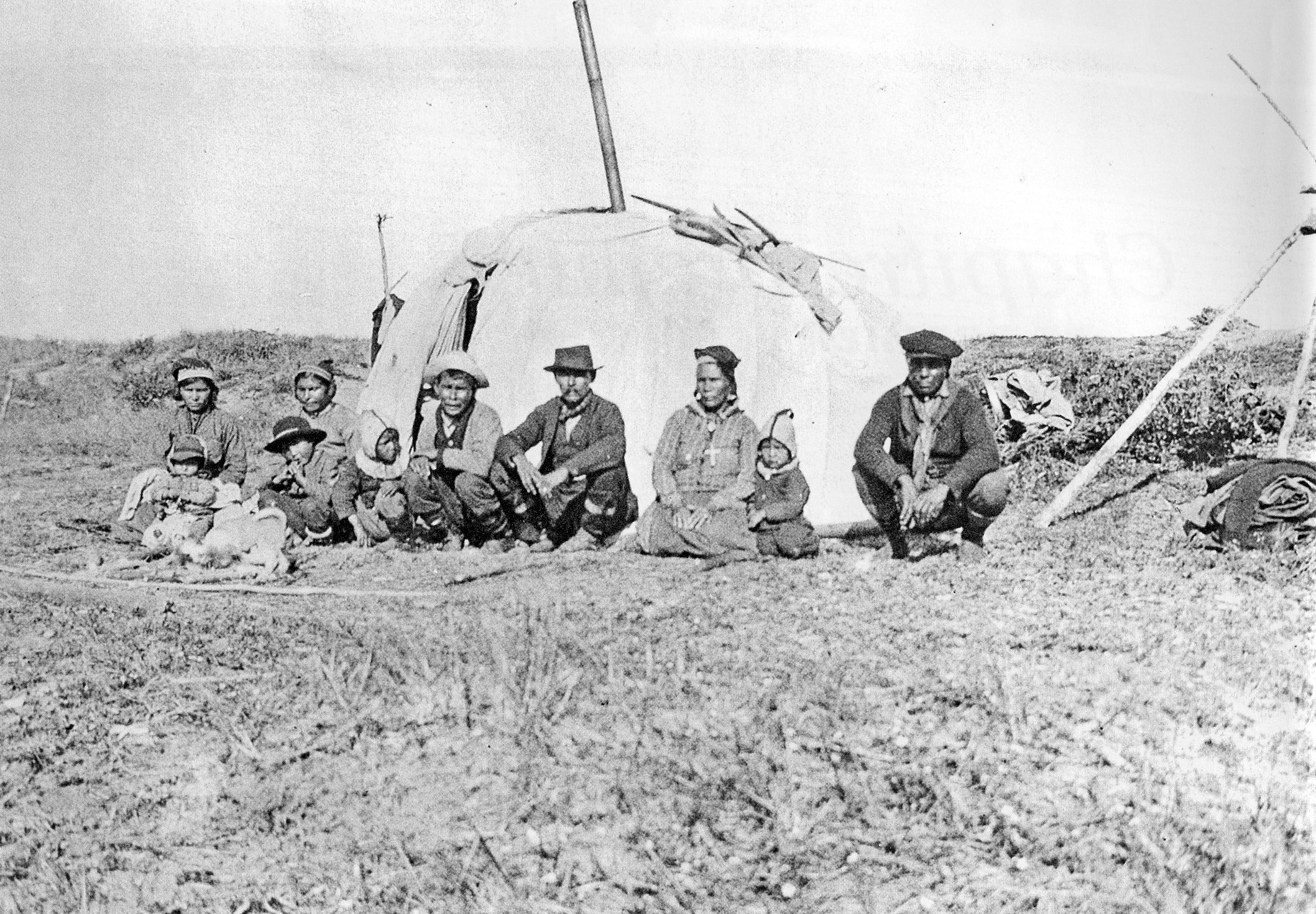
Frank Speck (Mitte) mit Indigenen (1924)

Frank Gouldsmith Speck (* 8. November 1881; † 6. Februar 1950) war ein amerikanischer Anthropologe und Professor an der University of Pennsylvania. Sein Spezialgebiet waren die Algonquian- und Iroquoian-Völker der Eastern Woodland-Indianer der Vereinigten Staaten und der First Nations des östlichen borealen Kanada.

## Leben

### Jugend und Ausbildung
Frank Gouldsmith Speck war der Sohn von Frank G. und von Hattie Speck und wuchs in städtischem Umfeld in Brooklyn, New York und Hackensack, New Jersey auf. Im Sommer unternahm die Familie oft Ausflüge ins ländliche Connecticut. Seine Geschwister waren Gladys H. (* 1889) und Reinhard S. (* 1890). Die Speck-Familie war wohlhabend und hatte auch Bedienstete, die mit im Haus wohnten; unter anderem eine deutsche Frau, Anna Muller, sowie eine Native American/African American, Gussie Giles aus South Carolina. Um 1910 heiratete Frank Speck Florence Insley aus Rockland, New York. Mit ihr hatte er drei Kinder: Frank S., Alberta R. und Virginia C. Speck. Die Familie lebte in Swarthmore, Pennsylvania, und hatte ein Sommerhaus bei Gloucester, Massachusetts.
Als junger Mann entwickelte Speck eine Affinität für Wälder, Sümpfe und Wilde Landschaften, sowie für die Native People, die in diesen Gegenden leben. Aufgrund dieser Interessen begann er mit anthropologischen Studien. Er wurde 1899 an der Columbia University angenommen und arbeitete zunächst eng mit dem Linguisten John Dyneley Prince, der seine Interessen an den Native American Indian-Sprachen und Kulturen förderte und ihn dem Anthropologen Franz Boas vorstellte.
Bei einer Campingtour um 1900 in Fort Shantok, Connecticut, traf er überraschend auf eine Gruppe junger Mohegan-Indianer, die in etwa gleichaltrig waren. Burrill Fielding, Jerome Roscoe Skeesucks und Edwin Fowler machten ihn mit etwa 80 weiteren Mitgliedern ihres Stammes bekannt, die in Uncasville, in der Nähe von Fort Shantok, in Mohegan, Connecticut, lebten. Speck entwickelte besonderes Interesse für Fidelia Fielding, eine ältere Witwe, die, anders als die meisten ihrer Nachbarn, noch immer fließend die Mohegan Pequot-Sprache beherrschte. Specks „Interesse an Literatur, Naturgeschichte und Linguistik der Indianer“ („interests in literature, natural history and Native American linguistics“) stammt in jedem Fall von seinen frühen Begegnungen mit den Mohegan.
An der Columbia University fand Speck seine Lebensaufgabe im Studium als anthropological Ethnographer. Er erwarb seinen BA 1904 und setzte seine Studien mit Feldarbeit unter den Yuchi-Indianern fort und erhielt seinen M.A. 1905. Von 1905 bis 1908 setzte er seine Arbeit zu Daten über die Yuchi fort und erwarb seinen Ph.D. an der University of Pennsylvania 1908. Seine Dissertation wurde von Boas betreut.

### Karriere
1907 verlieh die University of Pennsylvania Speck das einjährige George Lieb Harrison Fellowship als Research Fellow am University Museum (dem heutigen University of Pennsylvania Museum of Archaeology and Anthropology). Der Assistant Curator of Archaeology and Ethnology George Byron Gordon arrangierte für Speck einen doppelten Dienstauftrag, sowohl als Assistant in Ethnology am Museum, als auch als Instructor of Anthropology an der Universität. Speck erhielt die Aufgabe den Einführungskurs in Anthropologie zu unterrichten. Der Harrison Fellowship ging danach 1908 an einen anderen Studenten von Boas, Edward Sapir, einen Spezialisten für linguistic Anthropology.
Speck wurde in seiner Stelle mehrmals verlängert bis 1912, als er als Vollzeitmitglied der Fakultät im neu eingerichteten Department of Anthropology angestellt wurde. Nach einem umstrittenen Zerwürfnis mit Museumsdirektor Gordon 1913 wurde Speck als Vorsitzender des Departments berufen. Er stand dem Department vier Jahrzehnte lang vor und trat erst zurück, als seine Gesundheit 1949 versagte.
Speck war einzig unter vielen Anthropologen seiner Generation, indem er sich auf American Indians in der Nähe spezialisierte, anstatt auf Völker in entfernten Ländern. Der Druck von Umsiedelungen (relocation), Internatsschulen (boarding schools), kultureller Assimilation und wirtschaftlicher Marginalisierung hatte damals jedoch schon dazu geführt, dass viele Native Americans ihre traditionellen Länder, Materialien und ihre traditionelle Kultur verloren hatten. Speck selbst bezeichnete seine Arbeit als Rettungsoperation, welche bemüht war, ethnologisches Material in einer Zeit zu sammeln, die von großer Belastung für die Indianer gekennzeichnet war. Er begann seine Bemühungen unter den Native Americans in Neuengland und erweiterte bald darauf sein Gebiet bis hin nach Labrador und Ontario in Kanada.
Unter seinen Studenten an der University of Pennsylvania bildete Speck eine Generation prominenter Anthropologen aus, unter anderen A. Irving Hallowell, Anthony F. C. Wallace und Loren Eiseley. Speck förderte auch einige Native American-Studenten an der Universität: seine Forschungsassistentin Gladys Tantaquidgeon und kurzzeitig Molly Spotted Elk. 1924 arrangierte Speck die Aufnahme von Tantaquidgeon in die Penn’s College Courses for Teachers. Im Laufe der Zeit entwickelte sich ihre Beziehung von einer Lehrer-/Schüler-Beziehung zu einer Beziehung zwischen intellektuellen Kollegen und er ermutigte sie, Verantwortung für eigene Forschungsprojekte an Delaware, Wampanoag und Mohegan zu übernehmen.
Speck liebte speziell Feldarbeit und gewöhnlich campte er und reiste mit den Menschen, die er studierte. In einer Ära der extremen sozialen Schichtung und eines weißen Elitedenkens (white elitism) scheute sich Speck nicht, seine indianischen Informanten einzuladen an seiner Feldarbeit teilzunehmen, oder Vorlesungen in seinem Hörsaal zu geben und bei ihm zu Hause zu übernachten. Kollegen und Studenten wie Ernest Dodge, Carl Weslager, Loren Eisely und Edmund Carpenter erinnerten sich später, dass Speck außerordentlich aufgeschlossen war und am glücklichsten erschien, wenn er in Kontakt mit Indianern und anderen People of Color war. William Fenton erinnert sich, dass Speck sich oft von akademischen Aufgaben entschuldigte, wenn indianische Informanten zu ihm nach Philadelphia zu Besuch kamen.
Im Verlauf seiner Feldarbeit mit den Iroquois freundete sich Speck mit Mitgliedern der Seneca-Nation an, die diese Verbindung mit der Verleihung des Namens Gahehdagowa („Großes Stachelschwein“) honorierten. Er wurde damit in den Turtle Clan der Seneca aufgenommen. Solche Adoptionen waren ein Instrument, um eine Art familiärer Beziehung zu Stammesfremden zu etablieren, die als willkommene Gäste gelten; dadurch wurde jedoch keine Stammesmitgliedschaft begründet. Speck war besonders daran interessiert, wie Familie und Verwandtschaftssystem die Stammesorganisation und die Beziehungen mit den Heimatgebieten und den natürlichen Ressourcen prägen. In Kanada zeichnete er Karten der Jagdgebiete von einzelnen Familienverbänden, mit denen er die Landrechte der Algonquin-Indianer dokumentierte. Diese erhielten später entscheidende Bedeutung bei den Landbesitzansprüchen der Indianer.
Seit den 1920ern bis in die 1940er studierte Speck auch die Cherokee in den südöstlichen Vereinigten Staaten und in Oklahoma. Im Verlauf der Jahre arbeitete er sehr viel mit dem Stammesältesten Will West Long von Big Cove im Westen von North Carolina. Speck nahm Long sogar als Co-Autor ins Impressum seines Buches Cherokee Dance and Drama (1951) auf, zusammen mit seinem Kollegen Leonard Bloom.
Speck wurde in zahlreiche Professional Associations aufgenommen, wo er in Komitees oft eine aktive Rolle spielte, wie die American Association for the Advancement of Science, die American Anthropological Association, die American Ethnological Society, die Geographical Society of Philadelphia und die Archaeological Society of North Carolina (ehrenhalber). Er führte Arbeiten für das American Museum of Natural History in New York durch und für die Smithsonian Institution in Washington, D.C.

### Sammlung
Frank G. Speck sammelte tausende Objekte der Indianer, zusammen mit vielen Rollen Tonaufnahmen, Transkriptions-Schriften und Fotografien, die sich auf zahlreiche Museen verteilen, hauptsächlich das Museum of the American Indian (National Museum of the American Indian), das Canadian Museum of Civilization (History) und das Peabody Essex Museum.
Specks Schriftverkehr wurde gesammelt und archiviert von der American Philosophical Society, deren Mitglied er war. Es gibt auch Sammlungen seiner Schriften im Canadian Museum of History in Gatineau, Quebec und in der Phillips Library des Peabody Essex Museum in Salem, Massachusetts.

## Werke
- Ethnology Of The Yuchi Indians. The University Museum, Philadelphia 1909.
- Hunting Charms of the Montagnais and the Mistassini. New York: Museum of the American Indian / Heye Foundation 1921.
- The Study of the Delaware Indian Big House Ceremony. Harrisburg: Pennsylvania Historical Commission 1931.[21]
- Naskapi: The Savage Hunters of the Labrador Peninsula. 1935, reprint 1977. ISBN 0-8061-1418-5
- Contacts between Iroquois Herbalism and Colonial Medicine. 1941. ISBN 0-8466-4032-5
- The Tutelo Spirit Adoption Ceremony. Harrisburg: Commonwealth of Pennsylvania, Dept. of Public Instruction, Pennsylvania Historical Commission 1942.
- Songs from the Iroquois Longhouse. Program notes for an album of American Indian music from the eastern woodlands, Washington, DC: Library of Congress 1942.
- The Roll Call of the Iroquois Chiefs. 1950. ISBN 0-404-15536-7
- Symposium on Local Diversity in Iroquois Culture. Washington, DC: US Government Printing Office 1951.
- The Iroquois Eagle Dance: an Offshoot of the Calumet Dance. 1953. ISBN 0-8156-2533-2
- The False Faces of the Iroquois. 1987. ISBN 0-8061-2039-8
- The Great Law and the Longhouse: a political history of the Iroquois. 1998. ISBN 0-585-19883-7
- The Little Water Medicine Society of the Senecas. 2002. ISBN 0-8061-3447-X